# Ernst Zeuner
Ernst Zeuner ou Ernest Zeuner (Zwickau, 1895 - Porto Alegre, 1967) est un peintre, dessinateur et illustrateur allemand actif à Porto Alegre, au Brésil.

## Biographie
Ernst Zeuner naît à Zwickau, à proximité de la frontière entre l'Allemagne et la République tchèque, le 13 août 1895.
Il étudie à l'Académie des arts graphiques de Leipzig puis part s'installer au Brésil en 1922, plus précisément à Porto Alegre.
Embauché le 22 octobre 1922 comme responsable de l'atelier des arts graphiques de la maison d'édition Livraria do Globo (pt), éditrice de la Revista do Globo, il encadre et forme de nombreux artistes du Rio Grande do Sul jusqu'en 1960. Il travaille lui-même comme illustrateur de catalogues, d'affiches, de magazines, de livres et d'autres publications, créant des scènes, des vignettes et des ornements,.
Paula Ramos affirme que la Section fonctionnait comme une « école d'art », où les débutants recevaient une instruction étendue et détaillée : « Ils y apprenaient à dessiner, à composer des pages, à terminer des couvertures, à réaliser des gravures et des lithographies, à utiliser les moyens de reproduction de l'image de manière pratique afin d'obtenir les meilleurs résultats. ». Selon Carla Fontana, « plusieurs chercheurs du Rio Grande do Sul attribuent à la Livraria le statut de centre de formation d'artistes, opposant cette formation à celle qui était alors proposée à l'Instituto de Artes de Porto Alegre (pt) ».
Sous sa direction ont travaillé des artistes de renom tels qu'Edgar Koetz, Nelson Boeira Faedrich, João Fahrion et Sotero Cosme.
Leonardo Gomes a fait l'éloge de son inventivité et de sa précision, notamment dans la création de nouvelles polices graphiques, et a déclaré :

« Zeuner ne s'est pas limité aux catalogues typographiques adoptés par les ateliers Globo : il a encouragé son personnel à diversifier, par le dessin, la disposition des polices standard. Cependant, il exigeait du personnel une connaissance précise des styles traditionnels. Pour ce faire, il a demandé aux concepteurs de tracer les modèles connus à titre d'exercice, afin qu'ils prennent conscience des caractéristiques structurelles et de l'aspect expressif des caractères. Dans la composition des textes, il attire l'attention de ses apprentis sur l'espacement entre les lettres et entre les lignes de composition, montrant que le rythme, selon lui, est plus visuel que métrique. Pour compléter cet apprentissage, Zeuner a demandé à son équipe de copier dans des cahiers de calligraphie les alphabets standards et d'y inclure des variations avec des dessins de goût personnel. »

Il a illustré plusieurs couvertures de livres d'Érico Veríssimo, comme Viagem à aurora do mundo et As aventuras de Tibicuera, qui lui vaut un prix du Ministère de l'Éducation et de la Culture, et selon Golin et Moraes, l'artiste « a laissé une série mémorable d'illustrations réalisées pour la Revista do Ensino. À une époque où les ressources pédagogiques étaient rares, les scènes étaient des prototypes d'exercices de textes descriptifs. À la détrempe, Zeuner a documenté de manière didactique la vie quotidienne de son pays et la période où la télévision s'appropriait lentement le salon et l'attention de la classe moyenne brésilienne. »
Ernst Zeuner meurt à Porto Alegre en 1967.